# 존 패트릭 폴리

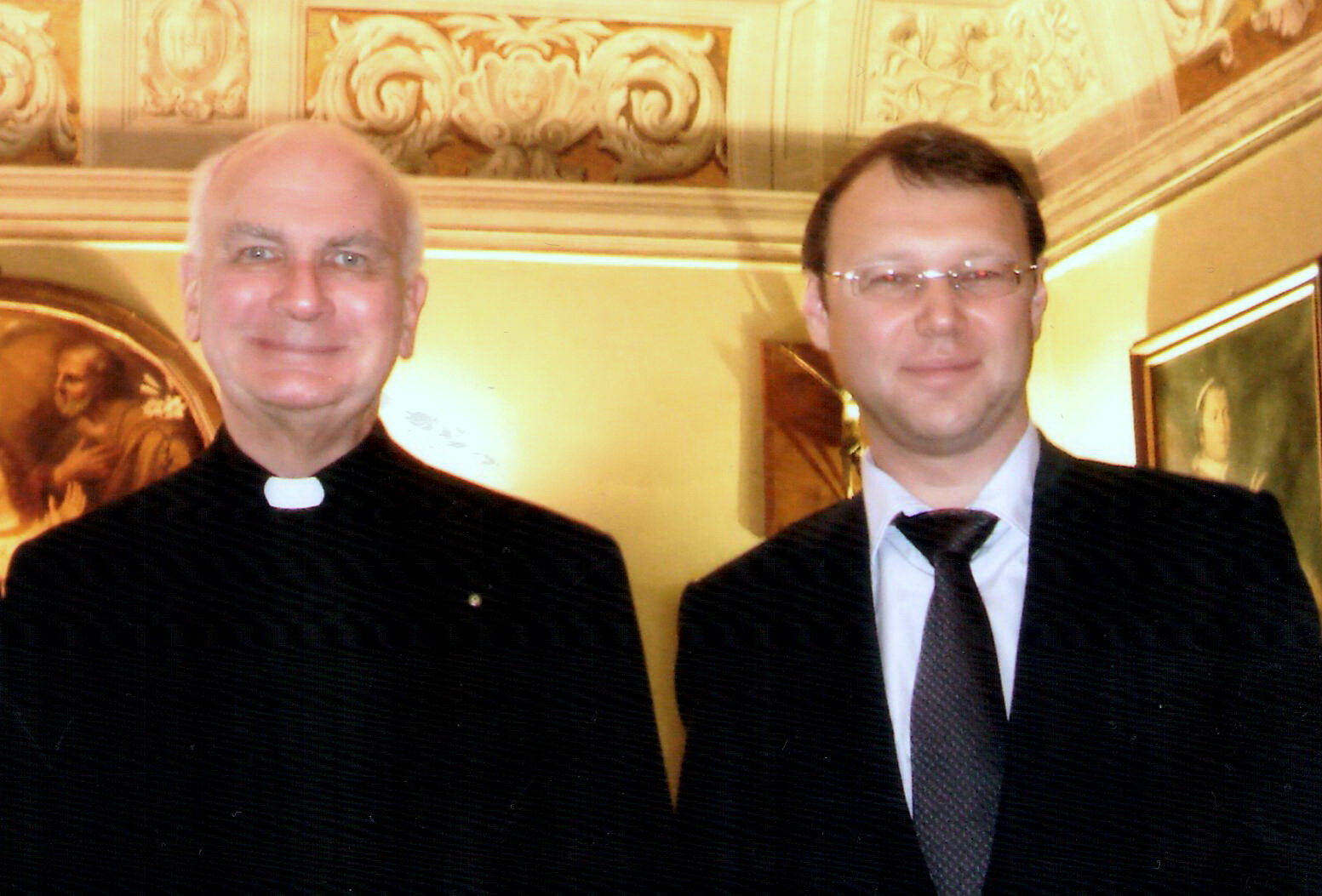

존 패트릭 폴리(영어: John Patrick Foley, 1935년 11월 11일 - 2011년 12월 11일)는 미국의 로마 가톨릭교회 추기경이다. 교황청 사회홍보평의회 의장(1984-2007)과 예루살렘의 주님 무덤 기사단 단장(2007-2011)을 지냈다. 2007년 추기경에 서임되었다. 존 패트릭 폴리는 미국 시청자들을 위해 라틴어로 진행되는 바티칸 성 베드로 대성전에서 거행되는 예수 성탄 대축일 전야 미사를 영어로 안내방송을 해주었다. 그러나 25년이 지난 2009년에 안내방송에서 물러났다. 대신 코네티컷주 브리지포트 교구의 토머스 파워스 몬시뇰이 인계받아 안내방송을 맡았다.
교황 베네딕토 16세는 2011년 2월 24일 목요일 고령(2010년 11월 11일 추기경은 76세가 되었는데, 그 나이가 되면 모든 주교는 공식적으로 교황에게 사퇴 의사를 전달해야 한다)과 건강 악화(추기경은 2009년 9월에 백혈병과 빈혈 진단을 받았다)를 이유로 존 패트릭 폴리 추기경이 기사단장 지위에서 물러나겠다는 의사를 표시하자 이를 수락하였다. 존 패트릭 폴리는 1984년부터 2007년 6월까지 23년 동안 교황청의 고문 가운데 한 사람으로서 교황청 사회홍보평의회를 이끌었으며, 2007년 주님의 무덤 기사단의 기사단에 임명되었다. 한때 그는 필라델피아 교구 신문인 가톨릭 스탠다드 앤 타임스(The Catholic Standard and Times,)의 편집장을 지낸 적이 있었다. 그는 2월 10일 교황 베네딕토 16세를 알현하였으며 이틀 후에 자신의 사임서를 교황청 국무성성에 제출하였다.

## 약력
존 패트릭 폴리는 존 폴리와 레지나 폴리의 외아들로서 미국 필라델피아 더비에 있는 피츠제럴드-머시 병원에서 태어났다. 필라델피아 교외의 샤론 힐에서 자란 그는 지역 교구 학교를 졸업한 후에 1949년 성 요셉 예비 신학교에 입학하여 1953년까지 수업을 받았으며, 이때 잠시 예수회에 입회하려는 생각을 한 적이 있었다고 한다. 그 후 성 요셉 대학교에 진학한 존 패트릭 폴리는 1956년 학생회장으로 선출되었으며, 1957년 역사학 분야에서 최고 우등생으로서 학사학위를 받았다. 존 패트릭 폴리는 1962년 5월 19일 필라델피아 대교구장 존 크롤 대주교로부터 사제 서품을 받았다.

## 로마 교황청에서의 역할
1984년 4월 5일 존 패트릭 폴리는 교황 요한 바오로 2세에 의해 교황청 사회홍보평의회 의장과 네아폴리스 인 프로콘술라리의 명의대주교로 임명되었다. 그의 주교 서품식은 같은해 5월 8일 존 크롤 추기경에 의해 집전되었다.
사회홍보평의회 의장이 된 존 패트릭 폴리는 로마 교황청 기구의 수장으로써 드물게 긴 연임기간을 거친 것으로 알려져 있다. 그의 후임으로는 사도좌재산관리처 처장이었던 클라우디오 마리아 첼리 대주교가 임명되었다. 1989년 존 패트릭 폴리는 문서 《미디어의 외설물과 폭력(Pornography and Violence in the Media)》을 발간하였다.
교황 요한 바오로 2세가 2005년 4월 2일 선종하면서 전통에 따라 존 패트릭 폴리는 바티칸의 다른 주요 고위관료들과 함께 사도좌 공석(교황직 공석) 기간 동안 자동으로 자신의 직위가 일시 정지되었다. 몇 주 뒤인 4월 21일에 그는 교황 베네딕토 16세에 의해 사회홍보평의회 의장으로 재신임되었다.

## 추기경
교황 베네딕토 16세는 2007년 6월 27일 존 패트릭 폴리를 주님의 무덤 기사단의 부단장으로 임명하였다. 그리고 2007년 10월 17일에는 추기경으로 지명하였다. 존 패트릭 폴리의 추기경 서임식은 2007년 11월 24일 성 베드로 대성전에서 거행되었다. 존 패트릭 폴리는 이날 서임식에서 산 세바스티아노 알 팔라티노 성당의 부제급 추기경으로 임명되었다. 이로써 그는 필라델피아 대교구 출신으로서 추기경에 서임된 일곱 번째 성직자가 되었다. 2007년 12월 22일 존 패트릭 폴리 추기경은 주님의 무덤 기사단의 기사단장으로 승격되었다.
2008년 6월 12일 존 패트릭 폴리 추기경은 교황 베네딕토 16세에 의해 경신성사성과 인류복음화성의 위원으로 추가 임명되었다.
2011년 2월 12일 존 패트릭 폴리는 필라델피아 대교구로 복귀해서 2011년 12월 11일 백혈병으로 선종할 때까지 노쇠하거나 병이 들었거나 고령으로 은퇴한 필라델피아 교구 소속 사제들의 집단 거처인 펜실베니아 더비 소재의 성 요셉 빌라에 머물렀다. 존 패트릭 폴리 추기경의 장례미사는 그가 사제 서품과 주교 서품을 받은 필라델피아 주교좌 성당에서 12월 16일에 거행되었으며, 시신은 주교좌 성당의 지하묘소에 안장되었다.

## 발언
존 패트릭 폴리는 대주교로 지내는 동안 한때 에이즈를 “특정 종류의 행위에 따른 자연적 형벌”이라고 표현하여 동성애 사회의 분노를 산 적이 있었다.
또한 그는 가톨릭교회가 남성에게만 사제 서품을 인정하는 것에 대해 다음과 같이 변호하였다. “예수님께서는 분명히 여자를 사제로 임명하지 않으셨으며, 교회가 그렇게 하도록 허락하신 적도 없다.”